# 演劇集団 円
演劇集団 円（えんげきしゅうだん えん）は、東京都を本拠とする日本の劇団。関係者は「劇団」ではなく「集団」と、また所属する俳優、スタッフのことを「団員」ではなく「会員」と呼ぶ。

## 概要
1975年に芥川比呂志を中心に、劇団雲から独立する形で設立。芥川比呂志、中村伸郎、仲谷昇、橋爪功と続き、現在の劇団代表は谷川清美。「株式会社演劇集団 円」が運営している。
公演レパートリーは幅広く多様であり、国内外の著名な劇作家はもちろん、演劇集団 円に所属する劇作家による書き下ろし作品も定期的に上演。2009年10月の『コネマラの骸骨』上演により、世界で初めてマーティン・マクドナーの「リーナン三部作」を全て上演した劇団となった。
演劇集団 円による舞台公演（本公演）は年間4〜5作品のペースで行われている。特に岸田今日子の発案により始まった「円・こどもステージ」は毎年12月に行われ、別役実、谷川俊太郎、佐野洋子らにより書き下ろされた作品は大人から子供まで楽しめる舞台として好評を博している。また、毎年静岡県伊豆市土肥で橋爪功を中心とした野外劇「菜の花舞台」を４月に開催し、野外劇でありながら1日で数百人の観客を集め町おこしの一端を担っている。
公演は主に紀伊國屋ホール、シアターΧ、吉祥寺シアターといった劇場で行われるが、2002年には稽古場も兼ねた劇場「ステージ円」を台東区西浅草1丁目に開場。円・演劇研究所も併設。俳優や演出家、テクニカルスタッフなどを志望する研究生は、原則2年間（2015年より暫定的に1年制となっている）の養成期間と審査を経て、若干名が正式に演劇集団 円の会員に昇格する。
2014年に西浅草の「ステージ円」をビルの耐震問題により閉鎖。三鷹市下連雀4丁目に事務所、7丁目に稽古場を新たに設け、円・演劇研究所も同地に移っている。

## 略歴
- 1975年 - 現代演劇協会より脱退した芥川比呂志を中心に、49名で「演劇集団 円」を結成。新橋に稽古場を設け、所属俳優のマネージメント会社「円企画」（代表取締役・渥美國泰）を同時に設立。
- 1976年 - 西武劇場にて、旗揚げ公演「壊れた風景」（作・別役実、演出・高橋昌也）を上演。
- 1978年 - 芥川の体調不良により結成以来延期されていた「夜叉ヶ池」（作・泉鏡花、演出・芥川）を上演。
- 1981年 - 西新宿（のちの新宿村スタジオ内）に稽古場兼劇場となる「新宿・ステージ円」を開場。10月に代表の芥川が死去、中村伸郎が劇団代表に就任。「円・こどもステージ」第1回公演が行われる。
- 1989年 - 西新宿再開発に伴い、「新宿・ステージ円」の閉鎖（事務所および養成所機能はそのまま）を余儀なくされ、シアターサンモールに舞台の拠点を移して活動する。
- 1991年 - 代表の中村が死去、仲谷昇が劇団代表及び株式会社演劇集団円の代表取締役に就任。
- 1992年 - 沼袋に新たな稽古場を設ける。
- 1993年 - シアターサンモールでの常打ち公演が終了。紀伊国屋ホール、俳優座劇場やシアターXといった劇場で公演。
- 2002年 - 浅草・田原町に事務所、養成所機能と稽古場兼劇場「浅草・ステージ円」を開場。
- 2006年 - 代表の仲谷が死去、橋爪功が劇団代表及び株式会社演劇集団円の代表取締役に就任。
- 2014年 - 「浅草・ステージ円」を閉鎖、新たな事務所、稽古場を三鷹市に設ける。
- 2023年 - 橋爪功が劇団代表及び株式会社演劇集団円の代表取締役を退任し、谷川清美へ交代。

## マネジメント
株式会社円企画（えんきかく）は、日本の芸能事務所。所在地は東京都新宿区。1975年設立。日本芸能マネージメント事業者協会会員。
演劇集団 円に所属する俳優のマネジメントを行っている。所属俳優の中心的活動は演劇集団 円の舞台出演であるが、外部への舞台出演や映画・テレビドラマへの出演、さらには声優・ナレーターとしても幅広く活動している。

## 主な所属会員

### 演技部

#### 男性
あ行
- 荒川大三朗
- 石井英明
- 石住昭彦
- 石田登星
- 石原由宇
- 伊藤昌一
- 岩崎正寛
- 上杉陽一
- 大窪晶
- 大竹周作
- 大谷朗
- 岡本富士太
- 小川剛生
- 小川隆市

か行
- 勝部演之
- 加藤圭
- 金田明夫
- 木下浩之
- 小久保丈二
- 近松孝丞

さ行
- 佐々木敏
- 佐々木睦
- 佐藤せつじ
- 世古陽丸

た行
- 竹本純平
- 茶花健太
- 手塚祐介
- 寺尾たかひろ

な行
- 中平良夫

は行
- 橋爪功
- 原田大輔
- 平野潤也
- 廣田行生
- 藤田宗久

ま行
- 丸岡奨詞
- 瑞木健太郎
- 望月栄希

や行
- 山口眞司
- 吉澤宙彦
- 吉見一豊

わ行
- 渡辺穣

#### 女性
あ行
- 池田道枝
- 石塚理恵
- 磯西真喜
- 一谷真由美
- 井出みな子
- 伊藤幸子
- 大原真理子
- 大林佳奈子
- 岡本瑞恵

か行
- 加藤美津子
- 唐沢潤
- 冠野智美
- 込山順子

さ行
- 杉浦慶子
- 鈴木佳由

た行
- 大門真紀
- 高橋理恵子
- 高林由紀子
- 谷川清美

な行
- 中條サエ子

は行
- 林真里花
- 原優子
- 平栗あつみ
- 平澤みちこ
- 福井裕子
- 藤貴子

ま行
- 松原ひろの
- 松本留美
- 馬渡絢子
- 三沢明美
- 元井須美子
- 南真由

や行
- 薬丸夏子
- 柳川慶子
- 山下真琴
- 山根舞

### 文芸・演出部
- 田中伸幸
- 平光琢也
- 内藤裕子
- 森新太郎
- 山下悟

## かつて所属していた会員

### 在籍中に死去
俳優
- 芥川比呂志
- 中村伸郎
- 南美江
- 文野朋子
- 仲谷昇
- 岸田今日子
- 有馬昌彦
- 有川博
- 佐古正人
- 後藤哲夫
- 内埜則之
- 赤間浩一
- 井上倫宏
- 諸角憲一
- 入江純
- 野村昇史
- 松井範雄
- 関貴昭
- 片岡静香

文芸・演出部
- 安西徹雄
- 中村雄二郎
- 渡邊守章

### 他の事務所へ移籍またはフリー
- 渥美国泰（1979年退団→アクト青山ドラマティック・スクール主宰→2009年死去）
- 真屋順子（1980年退団→劇団樹間舎主宰→2017年死去）
- 澤井孝子（1985年退団→宝井プロジェクトへ移籍）
- 神山繁（1991年退団→オフィス佐々木へ移籍→2017年1月3日死去）
- 高橋昌也（1987年退団→銀座セゾン劇場芸術総監督就任→2014年死去）
- 高木均（2000年退団→81プロデュースへ移籍→2004年死去）
- 渡辺謙（2002年退団→ケイダッシュへ移籍）
- 平野稔・有田麻里夫妻（2006年退団→個人事務所・平野企画設立）
- 水町レイコ（2006年退団→オスカープロモーションへ移籍）
- 三谷昇（2008年退団→フリー→2023年死去）
- 津村鷹志（ケィ・サイドへ移籍）
- 寺泉憲（フレンドシップ・プロモーションへ移籍）
- 菊池隆則（心日庵結成）
- 北見敏之（高岡事務所へ移籍）
- 河原さぶ（ホリプロ・ブッキング・エージェンシーへ移籍）
- 西凜太朗（大沢事務所へ移籍）
- 谷川俊（ダブルフォックスへ移籍）
- 大谷朗（アイティ企画へ移籍）
- 西脇礼門（優企画へ移籍）
- 棟里佳（ラヴァンスへ移籍）
- 安藤一夫（境事務所へ移籍）
- 実相寺吾子（ハイブリッドプロダクションへ移籍）
- 山田佳伸
- 小森創介（フットプリンツへ移籍）
- 秦由香里
- 立石凉子（シス・カンパニーへ移籍→2020年死去）
- 西田健（2015年退団→フリー）
- 塩見三省（2015年退団→アン・ヌフ所属）
- 朴璐美（2017年退団→LAL設立）
- 山口太郎（青二プロダクションへ移籍）
- 佐藤銀平（オフィス・ボードビルへ移籍）
- 立川三貴（フクダ&Co.へ移籍）
- 野口早苗
- 小林親弘（アトミックモンキーへ移籍）

## 円・演劇研究所出身の人物
- 坂元亮介（プレステージ所属）
- 中野浩司（劇団青年座→引退）
- 藤敏也（文学座→マザーシップ→UPS→フリー）
- 垂水藤太（木冬社→マドモアゼル所属）
- 山内としお（オフィス斉藤所属）
- 堀之紀（青二プロダクション所属）
- 浜幸一郎（夢工房所属）
- オオタスセリ（途中退所→太田プロダクション所属）
- 石田純一（アクト青山ドラマティック・スクール→スカイコーポレーション所属）
- 井田由美   (日本テレビ)
- 芹澤名人（たけし軍団）
- 中島マリ（仕事所属）
- 伊東佐知子
- エド・はるみ（NSC→よしもとクリエイティブ・エージェンシー所属）
- 藤東勤
- 新藤栄作（東京キッドブラザース→劇団無現結成）
- 青木豪（グリング主宰）
- 福澤朗（日本テレビ→イースト）
- やのひでのり（劇団参人芝居主宰）
- 堀尾雅彦（エイチ・コラボレーション代表）
- 田中総一郎（大沢事務所所属）
- 豊川悦司（劇団3○○→アルファーエージェンシー）
- 津田健次郎（トライストーン・エンタテイメント→スターダストプロモーション・ミディアルタと業務提携）
- 久保貫太郎（ダックスープ・クロムモリブデン所属）
- 深田紗記子（TABプロダクション所属）
- 津田寛治（ラ・セッテ所属）
- 沖田さとし
- 玉木雅士（大沢事務所所属）